# Kontakt językowy
Kontakt językowy – pojęcie z zakresu lingwistyki stosowanej, odnoszące się do kontaktów zachodzących między językami. Ze zjawiskiem kontaktu językowego powiązane są badania interferencji między różnymi językami, badania bilingwizmu, zapożyczeń leksykalnych na styku języków, multilingwizmu w otwartych społecznościach wieloetnicznych oraz globalnej dominacji języka angielskiego.
Kontakt językowy występuje we wszystkich zakątkach świata. Kontakt językowy zachodzi na poziomie społeczności rozmaitych rozmiarów, począwszy od wsi, aż po największe kraje. Najczęściej powstaje wskutek bezpośrednich interakcji między grupami użytkowników różnych języków, wśród których przynajmniej część osób posługuje się więcej niż jednym językiem. Kontakt językowy ma miejsce również w przypadku intensywnej styczności z danym językiem (np. międzynarodowym angielskim), co nie zawsze oznacza osiągnięcie pełnego bilingwizmu. W czasach otwartych granic i nieograniczonej mobilności na świecie, kiedy wielojęzyczność staje się normą nawet w Europie, kontakt językowy i jego efekty są coraz bardziej zauważalne.
Typową konsekwencją kontaktu językowego są zmiany w językach, w szczególności zapożyczanie słownictwa (np. wyrazów odnoszących się do nowych pojęć), ale także aspektów struktury językowej (fonologii, morfologii, składni czy semantyki). Skala zapożyczania różni się w zależności od nasilenia kontaktu i powszechności bilingwizmu. Daleko idące przemiany strukturalne mogą być uwarunkowane wpływem innych rodzin językowych. Przykładowo w języku fińskim (należącym do rodziny uralskiej) szyk wyrazów SOV (Subject Object Verb) został zastąpiony przez szyk SVO (charakterystyczny dla języków indoeuropejskich), a dialekty miejskie języka uzbeckiego (jednego z języków tureckich) utraciły harmonię samogłoskową pod wpływem języka tadżyckiego (z grupy języków irańskich).
W kontekście kontaktu językowego mówi się o konwergencji, czyli upodabnianiu się języków do siebie (termin ten podkreśla dwukierunkowość interferencji lub niemożność ustalenia źródła rozpatrywanych cech arealnych), i releksyfikacji, czyli wyparciu większości (lub całego) zasobu słownictwa danego języka przez leksykę innego języka. Pełna dwujęzyczność danej społeczności może prowadzić do zaniku jednego z języków na rzecz języka dominującego; w praktyce jednak skutki kontaktu językowego bywają trudne do przewidzenia (znane są przypadki silnej lojalności wobec rodzimego języka, nawet w obliczu przekształcenia jego gramatyki).
Zmiany wywołane kontaktem mogą być zakończone (wówczas są z reguły nieuświadamiane) lub niedokończone, zależne od idiolektu (mowy indywidualnej) danej osoby, jej wieku i innych czynników socjolingwistycznych (obcość formy językowej jest nadal odczuwana).
Wskutek kontaktu językowego powstają języki pidżynowe, kreolskie i mieszane. Językami kontaktu zajmuje się subdyscyplina językoznawstwa – kreolingwistyka. 
Od lat 70. XX wieku termin „kontakt językowy” funkcjonuje także w pokrewnych dyscyplinach:
- W teorii informacji odnosi się on do zróżnicowanych uwarunkowań komunikacji międzyludzkiej za pomocą języka i wspierających go kodów.
- W socjolingwistyce funkcjonuje pojęcie społecznych typów kontaktu językowego, które odsyła do różnych form relacji społecznej, generujących zróżnicowane kontakty językowe (również tzw. języki mieszane).
- W psycholingwistyce badania zajmują się psychologicznymi aspektami języka, m.in. jego akwizycją i przetwarzaniem w obrębie grupy posługującej się dwoma lub wieloma językami równocześnie.
- W lingwistyce kognitywnej zakłada się, że język jest ściśle powiązany z umysłowymi procesami dotyczącymi postrzegania świata. W perspektywie nie tylko zdolności językowych, ale również możliwości społecznych języka naturalny metajęzyk semantyczny ma zastosowanie w komunikacji międzykulturowej i wszelkich naukach zajmujących się emocjami, w szczególności w różnych kulturach.